# Aparato circulatorio
El aparato circulatorio o cardiovascular es un sistema de transporte interno que utilizan los animales para mover dentro de su organismo elementos nutritivos como el oxígeno, dióxido de carbono,  hormonas, metabolitos y otras sustancias. Existe tanto en los vertebrados como en la mayoría de los invertebrados aunque su estructura y función tiene considerables variaciones dependiendo del tipo de animal.
En el ser humano el sistema circulatorio está constituido por: un fluido llamado sangre, un conjunto de conductos (arterias, venas, capilares) y una bomba impulsora que es el corazón. El corazón es una estructura muscular que se contrae regularmente y mantiene la sangre en constante movimiento dentro de los vasos sanguíneos. La sangre contiene glóbulos rojos ricos en hemoglobina que transportan el oxígeno hasta todas las células del cuerpo. El sistema linfático formado por los vasos linfáticos que conducen un líquido llamado linfa desde el espacio intersticial hasta el sistema venoso también forma parte del sistema circulatorio.
Las personas y todos los mamíferos disponen de un sistema circulatorio doble, la parte derecha del corazón  impulsa la sangre pobre en oxígeno a través de la arteria pulmonar hacia los pulmones para que se oxigene (circulación pulmonar), mientras la parte izquierda del corazón  distribuye la sangre oxigenada hasta los tejidos a través de la arteria aorta y sus múltiples ramificaciones (circulación sistémica).

## Sistema cardiovascular humano

Sistema circulatorio humano, válido para todos los mamíferos:
Circuito sistémico: Arterias sistémicas (en rojo), venas sistémicas (en azul)
Circuito pulmonar: Arterias pulmonares (en rojo), venas pulmonares (en azul).

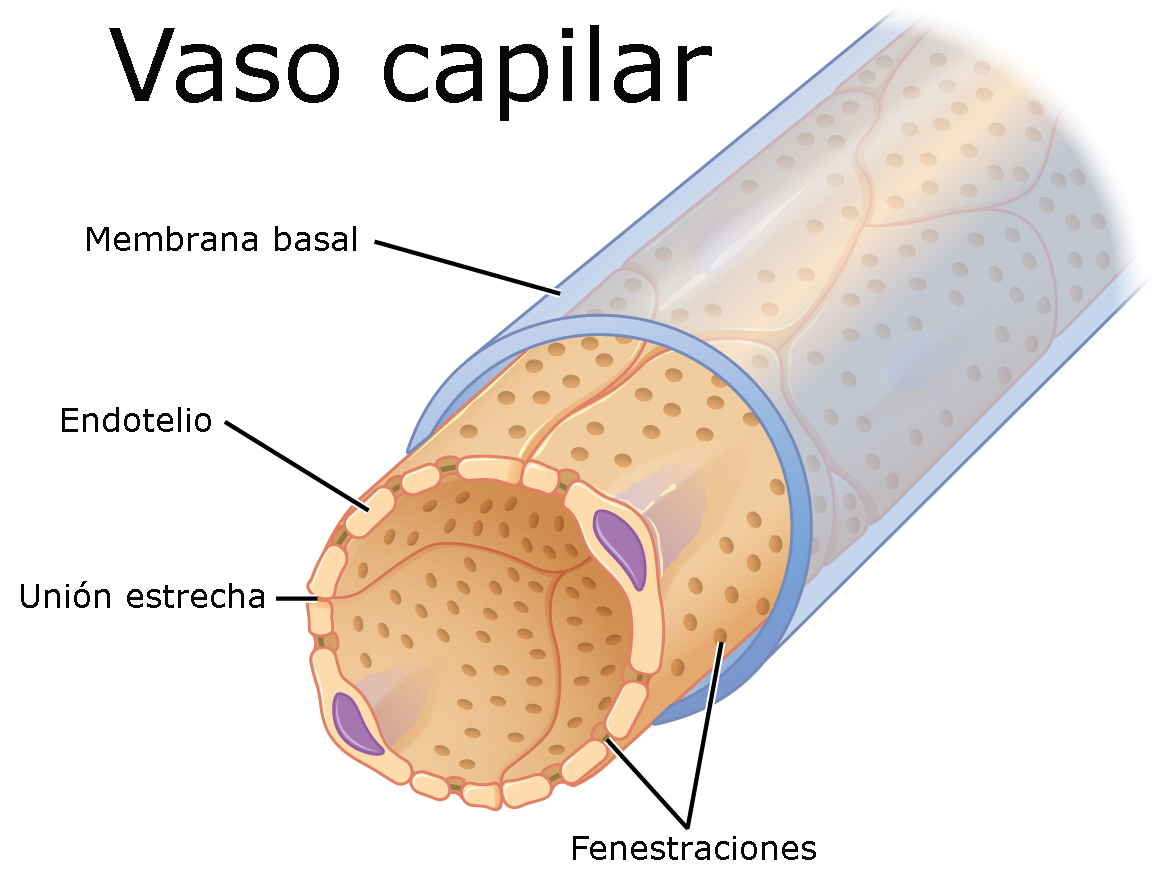

Los componentes principales del sistema cardiovascular humano son el corazón, la sangre, y los vasos sanguíneos. El corazón tiene cuatro cámaras, la sangre sigue dos circuitos diferentes: la circulación pulmonar que lleva la sangre del ventrículo derecho a los pulmones para que se oxigene y la circulación sistémica que lleva la sangre oxigenada del ventrículo izquierdo a todos los órganos y tejidos del organismo. Un adulto promedio contiene aproximadamente cinco litros de sangre, lo que representa aproximadamente el 7 % de su peso corporal total. La sangre se compone de plasma, glóbulos rojos, glóbulos blancos y plaquetas. La sangre en circulación recorre el circuito completo una media de una vez por minuto en reposo, y unas seis veces por minuto durante una actividad intensa.

### Funciones del sistema circulatorio
El sistema circulatorio es sobre todo un sistema de transporte que facilita el desplazamiento por el organismo de diferentes sustancias, principalmente el oxígeno y los nutrientes. No obstante, la lista de funciones es muy amplia e incluye las siguientes:
- Transportar oxígeno desde los pulmones a los tejidos y dióxido de carbono desde los tejidos a los pulmones para su eliminación a través del aire espirado.
- Distribuir los nutrientes a todos los tejidos y células del organismo.
- Transportar productos de desecho que son producidos por las células hasta el riñón para que sean eliminados a través de la orina.
- Transportar sustancias hasta el hígado para que sean metabolizadas por este órgano.
- Distribuir las hormonas que se producen en las glándulas de secreción interna. Gracias al sistema circulatorio las sustancias hormonales pueden actuar en lugares muy alejados al sitio en el que han sido producidas.
- Proteger al organismo frente a las agresiones externas de bacterias y virus haciendo circular por la sangre leucocitos y anticuerpos.

### Vasos sanguíneos

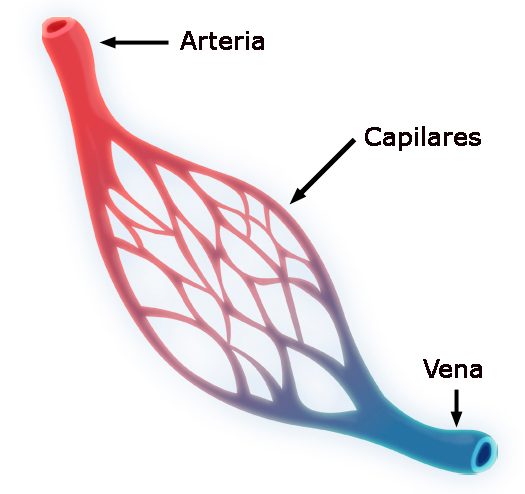
En el esquema un vaso arterial se ramifica para dar origen a los vasos capilares que se agrupan para formar un vaso venoso.

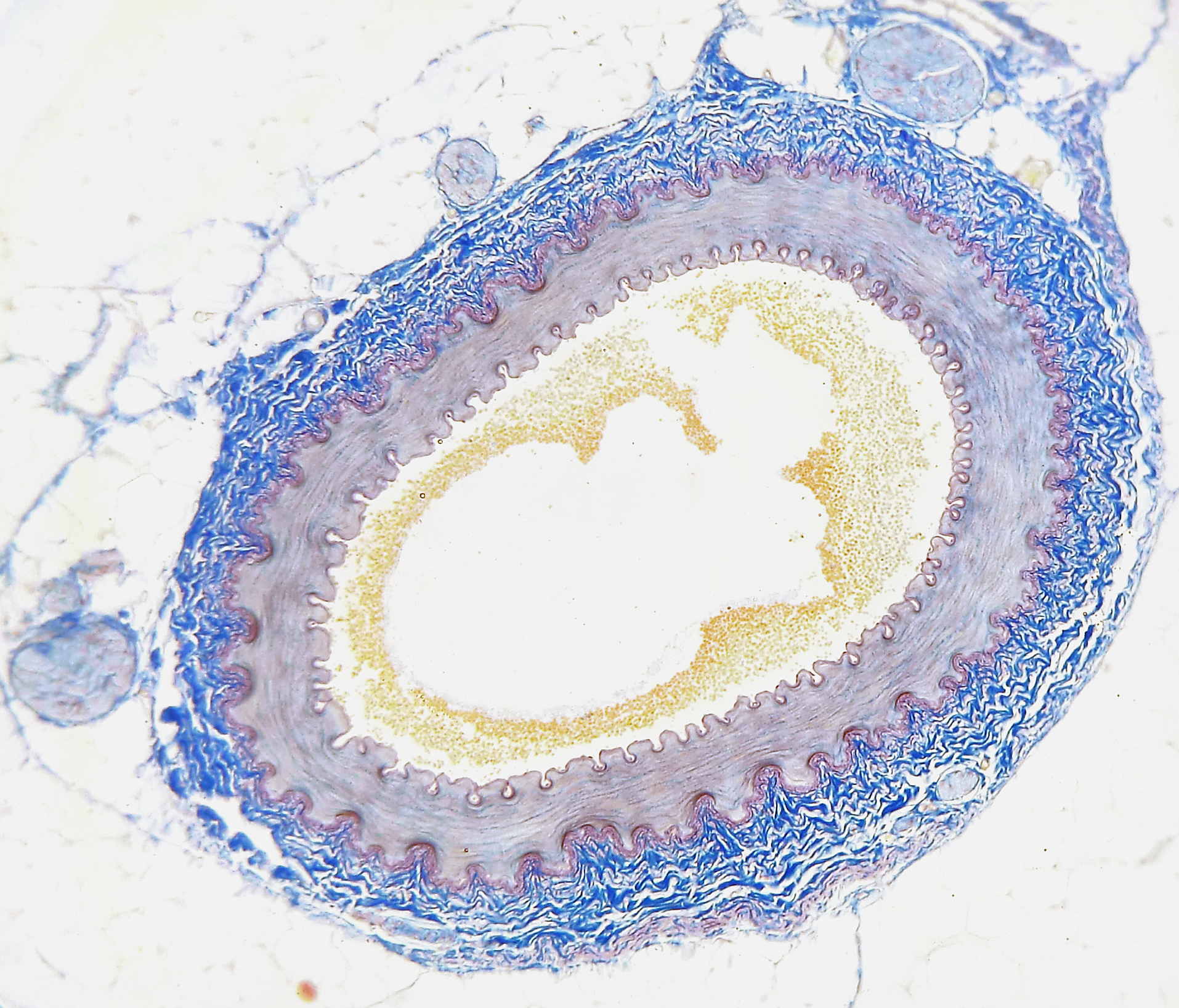
Sección transversal de una arteria humana.

La sangre llega a todos los órganos y tejidos gracias a una compleja red de conductos que se llaman vasos sanguíneos. Pueden distinguirse las arterias que transportan la sangre que sale del corazón y las venas que hacen el recorrido inverso y transportan la sangre que entra en el corazón.
Las arterias se ramifican en arteriolas que son de calibre más pequeño. Las arteriolas dan origen a los capilares que son vasos muy finos sin capa muscular y es en ellos donde se produce el intercambio de sustancias con los tejidos. En el camino de vuelta al corazón la sangre pasa de los capilares a pequeñas vénulas que se reúnen para formar las venas.

### Sangre y linfa
La sangre es un tipo de tejido conjuntivo fluido especializado, con una matriz coloidal líquida, una constitución compleja y un color rojo característico. Tiene una fase sólida (elementos formes), que incluye a los leucocitos (glóbulos blancos), los eritrocitos (glóbulos rojos), los trombocitos (plaquetas) y una fase líquida, representada por el plasma sanguíneo.
La linfa es un líquido transparente que recorre los vasos linfáticos y generalmente carece de pigmentos. Se produce tras el exceso de líquido que sale de los capilares sanguíneos al espacio intersticial o intercelular, y es recogida por los capilares linfáticos, que drenan a vasos linfáticos más gruesos hasta converger en conductos que se vacían en las venas subclavias.

### Corazón humano

Flujo vascular a través de las cámaras cardíacas de un corazón humano.

El corazón humano tiene el tamaño aproximado de un puño cerrado y pesa alrededor de 200-350 gramos, dispone de cuatro cavidades, dos aurículas y dos ventrículos. La aurícula derecha se conecta con el ventrículo derecho a través de la válvula tricúspide, mientras que la aurícula izquierda se conecta con el ventrículo izquierdo mediante la válvula mitral. El corazón se sitúa en el centro del tórax, por encima del diafragma, entre el pulmón derecho y el izquierdo, está desviado hacia el lado izquierdo, por lo que alrededor de las dos terceras partes del órgano se localizan en el hemitórax izquierdo y solo un tercio está ubicado en el hemitórax derecho.
El corazón se contrae automáticamente a una frecuencia media en reposo de entre 60 y 80 latidos por minuto. Los latidos cardiacos normales son controlados por el propio corazón. Para que el corazón funcione se necesita el nódulo sinoauricular que se encuentra en la aurícula derecha. Este nódulo dispara aproximadamente cada segundo, un impulso nervioso en forma de onda de contracción que hace que las aurículas se contraigan, posteriormente este impulso nervioso llega a otro nódulo que se encuentra entre los dos atrios llamado nódulo aurículoventricular, inmediatamente encima de los ventrículos, este último nodo tiene como función llevar el impulso nervioso a través del sistema de conducción cardíaco hasta los ventrículos para provocar su contracción.
El corazón de una persona en reposo impulsa aproximadamente cinco litros de sangre por minuto, es decir 75 ml por latido. Durante los 70 años de vida promedio de un individuo, su corazón late unas 2600 millones de veces. Cada latido cardiaco consta de una contracción o sístole, seguida de relajación o diástole. Entre cada latido el corazón descansa aproximadamente 0.4 segundos.

### Ciclo cardíaco
La vena cava superior que devuelve la sangre de la cabeza y los brazos y la vena cava inferior que procede de la parte inferior del cuerpo, desembocan en la aurícula derecha. Desde la aurícula derecha, la sangre pasa a través de la válvula tricúspide hasta el ventrículo derecho que la impulsa hacia la arteria pulmonar, la cual se divide en dos ramas que llevan la sangre hacia los vasos capilares de cada pulmón, donde el oxígeno entra en la sangre y el dióxido de carbono sale de ella. Después, la sangre regresa por las venas pulmonares hasta la aurícula izquierda y de allí, pasando por la válvula mitral, llega al ventrículo izquierdo. El ventrículo izquierdo empuja la sangre oxigenada a través de la válvula aórtica hacia la arteria aorta que la distribuye a través de las diferentes arterias cada vez más pequeñas hasta los capilares donde se completa el ciclo.

### Circulación pulmonar
La circulación pulmonar es la parte del sistema cardiovascular en la que la sangre pobre en oxígeno se bombea desde el corazón derecho a los pulmones a través de la arteria pulmonar, y vuelve oxigenada al corazón izquierdo a través de la vena pulmonar. La sangre pobre en oxígeno parte desde el ventrículo derecho del corazón por la arteria pulmonar que se bifurca en dos troncos para cada uno de los pulmones. En los capilares situados en los alveolos pulmonares la sangre se oxigena a través de un proceso conocido como hematosis y se reconduce por las cuatro venas pulmonares que dirigen la sangre rica en oxígeno hasta la aurícula izquierda del corazón.

### Circulación sistémica
Es la parte del sistema cardiovascular que transporta la sangre oxigenada desde el ventrículo izquierdo al resto del cuerpo a través de la arteria aorta y sus ramas. La circulación sistémica es, en términos de distancia, mucho más larga que la circulación pulmonar. El recorrido de la sangre comienza en el ventrículo izquierdo del corazón, continúa por la arteria aorta y sus ramas hasta el sistema capilar. A partir de los capilares la sangre pobre en oxígeno es conducida por diferentes venas que convergen en la vena cava superior y la vena cava inferior que desembocan en la aurícula derecha del corazón.

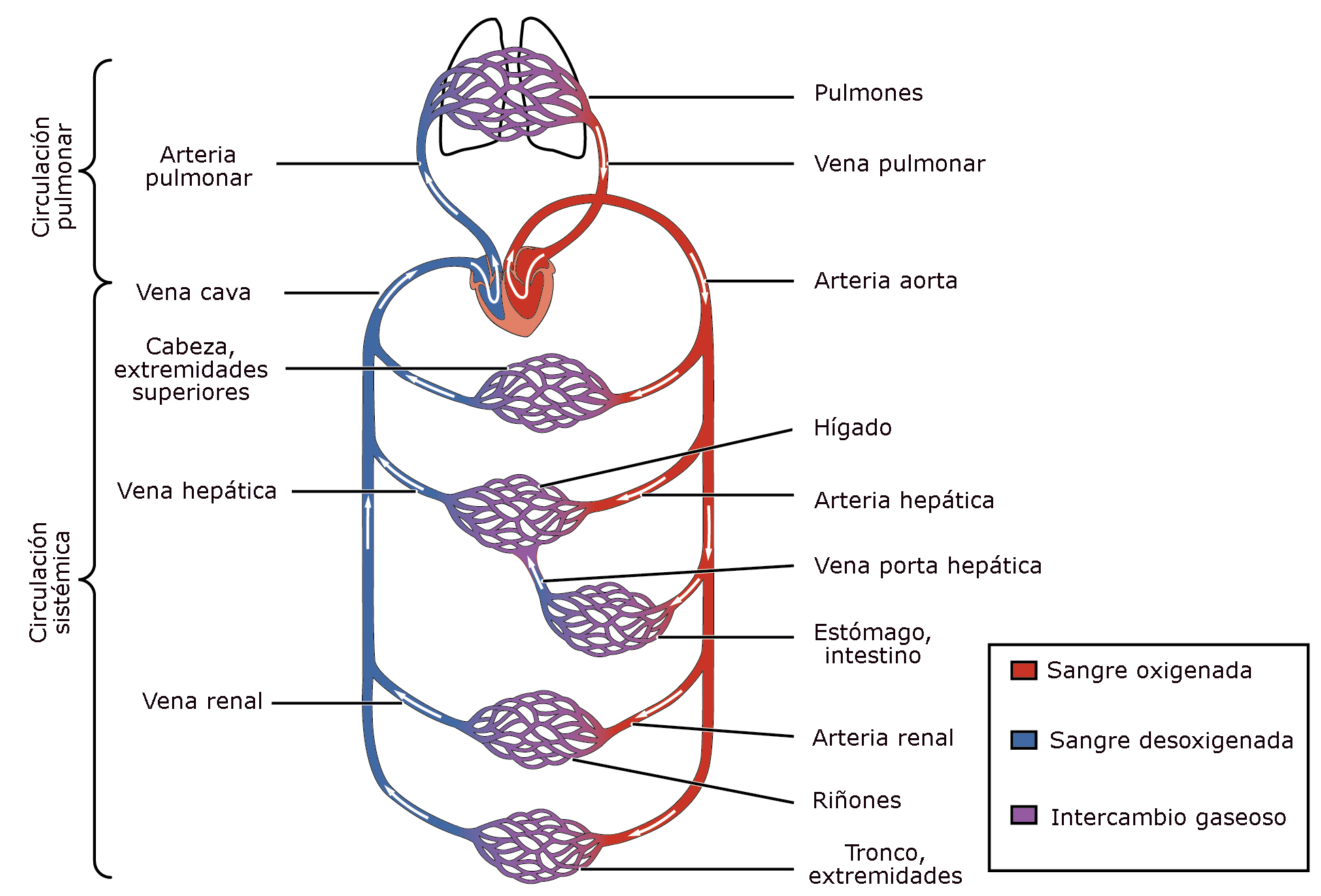
Circulación pulmonar y sistémica.

#### Circulación cerebral

El polígono de Willis asegura el suministro constante de sangre al cerebro.

El volumen del cerebro humano representa únicamente alrededor del 2 % del total del cuerpo, sin embargo, recibe el 16 % del flujo cardiaco, es decir entre 750 y 1250 cm³ de sangre por minuto. La actividad metabólica del cerebro consume gran cantidad de oxígeno y glucosa en 24 horas. La sangre llega al cerebro a través de las 2 arterias carótidas internas y las 2 arterias vertebrales que se unen para formar la arteria basilar. En conjunto forman en la base del cerebro una estructura llamada polígono de Willis gracias a la existencia de las arterias comunicantes anteriores y posteriores que unen los diferentes vasos formando un anillo vascular. La función principal del polígono de Willis es igualar las presiones entre los diferentes vasos que llevan sangre al cerebro, garantizar el suministro de sangre a todas las áreas y ofrecer una ruta alternativa en caso de que se produzca la obstrucción de una de las ramas.

#### Circulación renal
El aporte de flujo sanguíneo a los riñones es muy alto, alrededor de 1200 ml/minuto, que corresponde al 20 % del volumen cardiaco. La circulación renal se caracteriza por tener dos redes capilares. La arteria renal es el vaso sanguíneo que lleva la sangre al riñón, se ramifica progresivamente hasta dar lugar a las arteriolas aferentes de las que parten los capilares glomerulares. Los capilares glomerulares confluyen en las arteriolas eferentes de las que parten una segunda red de capilares, los capilares peritubulares, a partir de los cuales se originan los vasos venosos que confluyen en la vena renal.

### Sistema porta
El sistema porta es un subtipo de la circulación general originado de venas procedentes de un sistema capilar, que vuelve a formar capilares al final de su trayecto. Existen 3 sistemas porta en el cuerpo humano:
1. Sistema porta hepático: Las venas originadas en los capilares del tracto digestivo desde el estómago hasta el recto que transportan los productos de la digestión, se transforman de nuevo en capilares en los sinusoides hepáticos del hígado, para formar de nuevo venas que desembocan en la circulación sistémica a través de las venas suprahepáticas que desembocan en la vena cava inferior.
2. Sistema porta hipofisario: La arteria hipofisaria superior procedente de la carótida interna, se ramifica en una primera red de capilares situados en la eminencia media. De estos capilares se forman las venas hipofisarias que descienden por el tallo hipofisario y originan una segunda red de capilares en la adenohipófisis que drenan en la vena yugular interna.
3. Sistema porta renal: La arteriola aferente, en el glomérulo, que luego pasa hacia la arteriola eferente.

### Enfermedades del sistema circulatorio

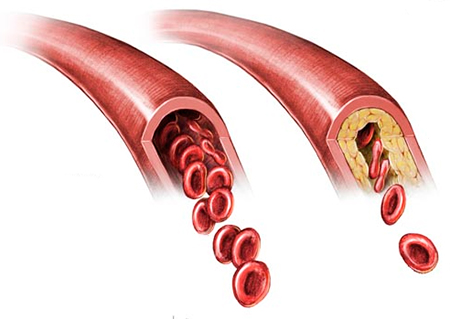
Imagen de una arteria normal y otra afectada de arterioesclerosis lo que provoca disminución del flujo de sangre.

Las enfermedades cardiovasculares son todas aquellas que afectan al sistema cardiovascular, sobre todo al corazón y los vasos sanguíneos. En el mundo occidental son la primera causa de muerte, en España a lo largo del año 1999 fueron causantes del 36 % del total de los fallecimientos. Las enfermedades que causaron mayor número de muertes fueron la cardiopatía isquémica incluyendo el infarto agudo de miocardio, la insuficiencia cardiaca y el accidente vascular cerebral. En muchas ocasiones el origen de estos trastornos es la arterioesclerosis en cuya génesis tiene gran importancia los hábitos de vida no saludable, incluyendo la falta de ejercicio físico, el tabaquismo, la alimentación inadecuada con exceso de sal y grasas saturadas que conduce a la obesidad. También tiene gran importancia el control médico de los factores de riesgo vascular entre los que se incluyen la hipertensión arterial, la diabetes mellitus y los niveles elevados de colesterol en sangre (hipercolesterolemia).

## Tipos de sistemas circulatorios

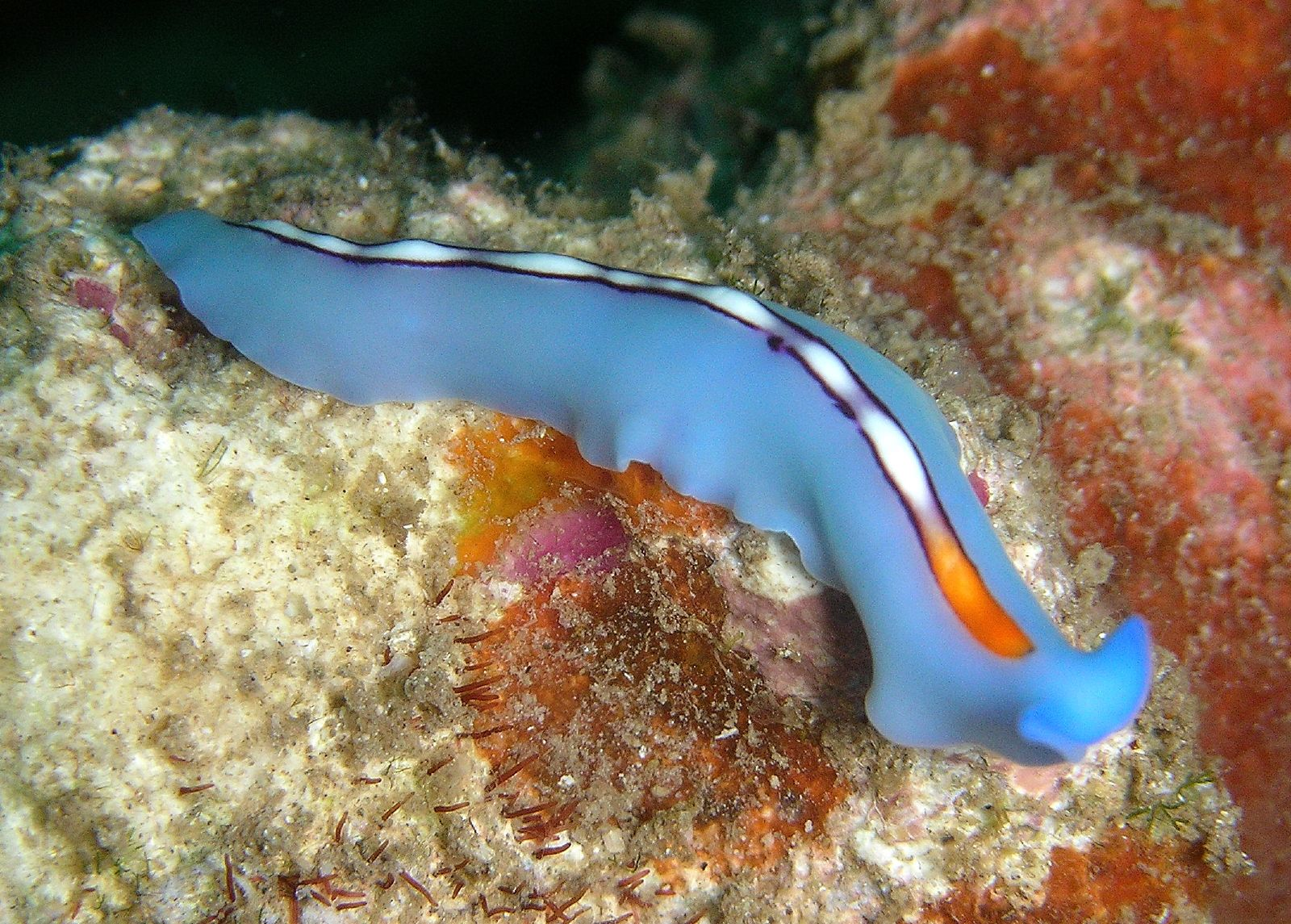
Pseudoceros bifurcus es un platelminto que carece de sistema circulatorio.

La misión principal del sistema circulatorio es hacer llegar el oxígeno y los nutrientes a todas las células del cuerpo. En los animales muy pequeños este proceso se puede realizar por simple difusión, como ocurre en los poríferos y celentéreos, por tanto animales como las esponjas y medusas carecen de sistema circulatorio. A medida que la evolución ha generado organismos vivos de mayor tamaño, ha desarrollado sistemas para distribuir el oxígeno y los nutrientes por todas las células, creando conductos especiales destinados a tal fin, es necesario también un fluido que realice el transporte, hemolinfa en el caso de los insectos o sangre en los vertebrados. Asimismo es preciso un mecanismo que impulse la sangre, de esta forma algunos vasos hipertrofiaron su pared para constituir un sistema de bombeo eficaz que finalmente dio lugar al corazón.

### Circulación cerrada y abierta
- Sistema circulatorio cerrado: Este tipo de sistema circulatorio es el más complejo. La sangre viaja por el interior de una red de vasos sanguíneos, sin salir de ellos. El material transportado por la sangre llega a los tejidos a través de difusión.
- Sistema circulatorio abierto: Se llama también sistema lagunar y no funciona con sangre sino con un líquido denominado hemolinfa. Este tipo de sistema se da en invertebrados, incluyendo los artrópodos, insectos y algunos moluscos como los caracoles y almejas, pero no en cefalópodos que disponen de un sistema circulatorio cerrado. El fluido nutritivo circula a través de pequeños vasos que vierten su contenido en lagunas cuyo volumen ocupa alrededor del 30% del total del animal. De esta forma, el líquido puede entrar en contacto con todas las células y se realiza el intercambio de nutrientes, posteriormente el circuito continúa con otros vasos que recogen el líquido de las lagunas iniciándose de nuevo el proceso.[11]

### Circulación simple y doble
En los animales con circulación cerrada, existen dos tipos de sistema circulatorio: simple o doble.
- Sistema circulatorio simple. En este caso la sangre pasa una sola vez por el corazón cuando realiza un recorrido completo. Los peces tienen circulación simple y su corazón dispone solamente de una aurícula y un ventrículo. La sangre sale del corazón, llega a las branquias donde se oxigena, continúa hacia los tejidos para transportar el oxígeno y una vez desoxigenada vuelve al corazón para iniciar un nuevo ciclo. Por lo tanto durante un ciclo completo la sangre es impulsada por el corazón en una ocasión, sistema que se conoce como circulación simple.

- Sistema circulatorio doble. Recibe este nombre porque la sangre pasa dos veces por el corazón durante un ciclo completo. Los anfibios, reptiles, aves y mamíferos tienen circulación doble. La sangre sale del corazón derecho y llega al pulmón donde se oxigena, vuelve al corazón izquierdo y es impulsada hacia los tejidos de todo el cuerpo donde cede el oxígeno a las células. Una vez desoxigenada, emprende el camino de vuelta hacia el corazón derecho. Por lo tanto la sangre en un ciclo completo pasa dos veces por el corazón y la circulación es doble. Existen dos tipos de circulación doble: completa e incompleta.

- - Circulación doble incompleta. Se caracteriza porque se produce una mezcla entre sangre oxigenada y no oxigenada. Tiene lugar en los anfibios y reptiles. Estos animales tienen un ventrículo único o dos ventrículos conectados entre sí, por lo que se produce una mezcla de sangre oxigenada y no oxigenada en el ventrículo.

- - Circulación doble completa. Se caracteriza porque no se produce una mezcla de sangre oxigenada y no oxigenada. Tiene lugar en las aves y los mamíferos, incluyendo el ser humano. Estos animales disponen de un corazón con cuatro cavidades, dos aurículas y dos ventrículos. Los dos ventrículos están separados por un tabique que impide la comunicación, por lo que la sangre oxigenada del ventrículo izquierdo no se mezcla con la no oxigenada del ventrículo derecho y la circulación es doble y completa.

## Circulación en los invertebrados
- Insectos. En los insectos, el sistema circulatorio es de tipo abierto o lagunar. Su cometido principal es el transporte de nutrientes, ya que el oxígeno se difunde por otras vías. El líquido circulante no es sangre sino hemolinfa, el corazón tiene forma tubular, se encuentra en posición dorsal y cuenta con varios orificios laterales que se llaman ostiolos. El corazón bombea la hemolinfa hacia las arterias que desembocan en los espacios lagunares, el camino de vuelta hacia el corazón del insecto se realiza a través de los ostiolos.[1]

Sección del cuerpo de un anélido en la que es visible el vaso dorsal y ventral que se encuentran conectados en cada segmento del animal.

- Anélidos. Los anélidos o gusanos segmentados disponen de un sistema circulatorio cerrado que sirve tanto para la distribución de oxígeno como de nutrientes. Tienen sangre que contiene hemoglobina u otras moléculas emparentadas como hemeritrina (rosada) o clorocruorina (verdosa). Existe un vaso principal dorsal que lleva la sangre en dirección a la parte anterior del animal y otro ventral que sigue el camino inverso. La lombriz de tierra, por ejemplo, cuenta con cinco pares de pequeños corazones que no son más que cortos segmentos de vasos sanguíneos que tienen la capacidad de contraerse periódicamente para impulsar la sangre.[1]
- Cefalópodos. Tanto los pulpos como los calamares cuentan con un sistema circulatorio cerrado. El líquido circulante es hemolinfa que es bombeado a través de los vasos por un conjunto de 3 corazones, uno principal o sistémico y dos auxiliares, uno en cada branquia. La hemolinfa transporta oxígeno gracias al pigmento hemocianina.[1]

## Circulación sanguínea en los vertebrados
Todos los animales vertebrados disponen de un sistema circulatorio cerrado especializado que transporta la sangre desde el corazón a los tejidos y un sistema linfático que desemboca en el anterior y transporta la linfa. El sistema circulatorio de los vertebrados está siempre formado por un corazón dotado de un potente músculo que se contrae y relaja rítmicamente con una frecuencia variable dependiendo de la especie y el grado de actividad. Los vasos pueden ser venas que transportan la sangre desde los tejidos al corazón, arterias que conducen la sangre en sentido inverso, es decir desde el corazón a los tejidos y capilares que son unos pequeños vasos en los que se une el sistema arterial con el venoso.
En los peces la circulación es simple, existe un solo circuito y el corazón solo cuenta con dos cámaras: una aurícula y un ventrículo. Los anfibios presentan un solo ventrículo y dos aurículas, por ello la sangre de las dos aurículas se mezcla en el ventrículo único (circulación incompleta). En los reptiles existe un tabique que separa parcialmente el ventrículo en dos partes, pero que no impide la mezcla entre las dos sangres, por ello presentan también circulación incompleta. En las aves y los mamíferos incluyendo el hombre, el corazón cuenta con cuatro cámaras (tetracameral) y la circulación es doble y completa, existe un tabique que separa totalmente el ventrículo derecho del izquierdo sin que se mezclen las dos sangres.

### Circulación en peces

Sistema circulatorio en los peces.

Los peces poseen circulación cerrada, simple (la sangre solo pasa una vez por el corazón en cada vuelta) y completa (no hay mezcla de sangre oxigenada y desoxigenada). El corazón es tubular y rectilíneo, y muestra un seno venoso que recoge la sangre, una aurícula y un ventrículo impulsor. La sangre viene de las venas del cuerpo cargada de CO2 hacia el corazón. El ventrículo impulsa la sangre a través de la arteria branquial hacia las branquias, donde se oxigena y circula por arterias para repartirse por todo el cuerpo. El retorno de la sangre desoxigenada al corazón se realiza mediante venas.

### Circulación en anfibios

Sistema circulatorio de los anfibios.

En los primeros vertebrados pulmonados (anfibios y reptiles no cocodrilianos) el corazón está en posición torácica y aparece una circulación doble, ya que existe un circuito menor o pulmonar, que lleva la sangre venosa a los pulmones y trae de vuelta al corazón la sangre arterial desde ellos, y el circuito mayor o general, que lleva la sangre arterial al resto del cuerpo y retorna la sangre venosa al corazón.
En estos animales el corazón tiene tres cavidades: dos aurículas (derecha e izquierda) y un único ventrículo bastante musculoso. La aurícula derecha recibe la sangre venosa procedente del resto del cuerpo, y la manda al ventrículo para que este la bombee a los pulmones a través de la arteria pulmonar. La aurícula izquierda recibe la sangre arterial procedente de los pulmones y la manda al ventrículo que la bombea al resto del cuerpo a través de la aorta. Entre las dos arterias existe un pequeño tubo llamado conducto arterioso o conducto de Botal. Las aurículas se contraen de forma sucesiva, por lo que la mezcla de sangres en el ventrículo es escasa. De todas formas, la circulación doble será incompleta.

### Circulación en reptiles

Sistema circulatorio de los reptiles.

Los reptiles tienen un sistema circulatorio cerrado, doble e incompleto; es decir, la sangre no sale de los vasos durante su recorrido, pasa dos veces por el corazón y en el ventrículo se mezcla la sangre que llega a los pulmones y la que llega del resto del cuerpo. El corazón se divide en tres cavidades; dos aurículas y un ventrículo con una ligera separación, excepto en los cocodrilos que está perfectamente tabicado. De la aurícula izquierda sale la vena pulmonar que trae sangre (oxigenada) de los pulmones y de la aurícula derecha, la vena cava que trae la sangre (sin oxígeno) del resto del cuerpo. Del ventrículo sale una sola arteria que lleva la sangre a los dos circuitos; pulmonar y sistémico.

### Circulación en aves

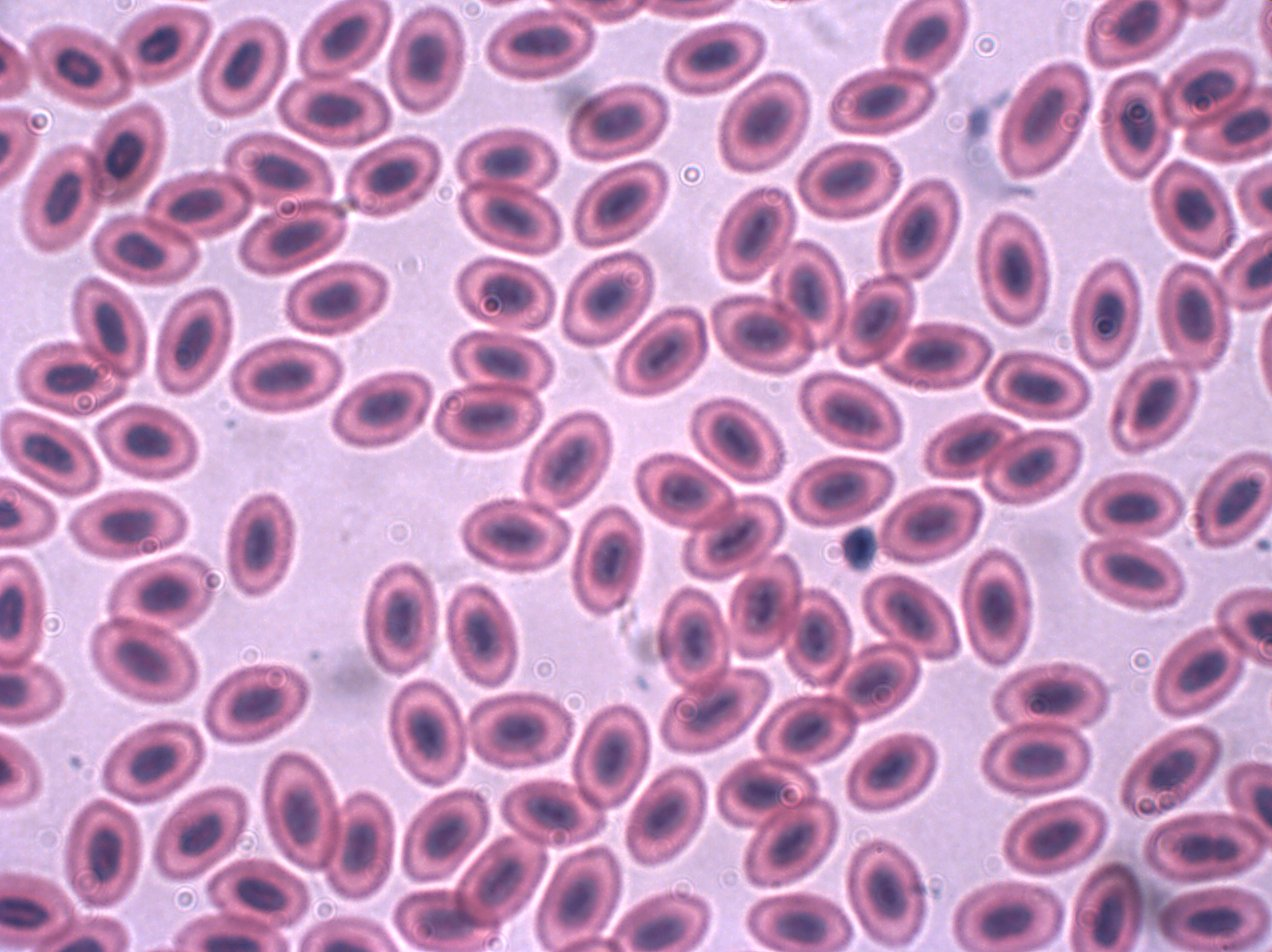
Glóbulos rojos de un ave. Obsérvese que tienen forma elíptica y cuentan con un núcleo.

El sistema circulatorio de las aves es cerrado, doble y completo. El corazón consta de cuatro cavidades, dos aurículas y dos ventrículos, está cubierto por el saco pericárdico adherido a algunas superficies internas para mantener el corazón en su lugar. Su funcionamiento es similar al de los mamíferos. Una diferencia con estos es que los glóbulos rojos de la sangre son elípticos y cuentan con núcleo.

### Circulación en mamíferos
Los mamíferos disponen de un sistema circulatorio cerrado, doble y completo. El corazón cuenta con cuatro cavidades, dos aurículas y dos ventrículos. No se mezcla la sangre oxigenada con la no oxigenada como ocurre en los reptiles. El modelo de sistema circulatorio humano puede aplicarse a todos los mamíferos. 